# Chinawok
Chinawok, denominado como China Wok en algunas franquicias, es una empresa peruana de comida rápida, dedicada al rubro de la comida china. Abrió su primera tienda en enero de 1999 en el centro comercial Jockey Plaza Shopping Center. Sus colores principales son el negro y el blanco, con diseños orientales.

## Historia
Al final de su primer año ya contaba con tres locales en Lima, junto al ya inaugurado local estaban el de Saga Falabella de San Isidro y en el Primavera Park Plaza (hoy Real Plaza Primavera).
En 2002, Chinawok incursionó en los conos de la capital en Mega Plaza Norte, Tottus, Precio Uno y Tottus Vecino de Atocongo. También ingresó al Callao en Minka. En 2009, inauguró un local en el C. C. Plaza Norte y a fines de ese mismo año, aperturó otro más en el C. C. Real Plaza Centro Cívico.
En mayo de 2012, el Grupo Interbank adquirió la cadena de restaurantes Chinawok ubicados en el país, mientras que los negocios en el extranjero continuarán a cargo de la Corporación Chinawok.
La empresa tiene locales en Arequipa, Chiclayo, Piura, Trujillo, Cajamarca, Chimbote, Huancayo, Puno, Juliaca, Ica, Tacna, Huánuco, Cañete y Barranca.

## Internacionalización
A partir de 2003, Chinawok inició su internacionalización, bajo la modalidad de franquicias en Ecuador y al año siguiente en Centroamérica.
- Ecuador (2003)
- Panamá (2004)
- El Salvador (2005)
- Costa Rica (2005)
- Chile (2007)
- Colombia (2012)
- Argentina (2012)
- Honduras (2024)